# Ciarán Hinds

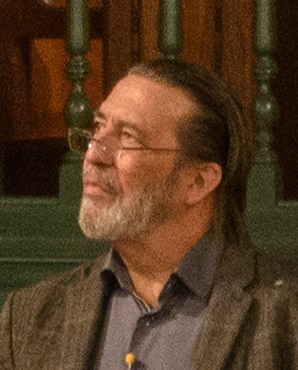
Fotografia de Ciarán Hinds l'any 2022.

Ciarán Hinds (Belfast, 9 de febrer de 1953) és un actor irlandès de teatre, cinema i televisió nascut a Irlanda del Nord.
Com a actor teatral, Hinds ha passat períodes amb la Royal Shakespeare Company, el Royal National Theatre i sis temporades amb el Glasgow Citizens Theatre, i ha continuat treballant a l'escenari al llarg de la seva carrera. El 2020, va figurar al número 31 de la llista de The Irish Times dels millors actors de cinema d'Irlanda. Com a actor de cinema, ha estat nominat al millor actor secundari pels premis Oscar, BAFTA, British Independent i Globus d'Or per la seva interpretació a Belfast.

## Biografia
Ciarán Hinds va néixer en una família catòlica formada per la seva mare (Moya, actriu amateur), el seu pare (Gerry, metge), quatre filles i ell. El seu pare volia que seguís les seves passes, però en canvi va ser la seva mare Moya qui va ser una influència definitiva per tal que Ciarán esdevingués actor.
Va ser ballarí de dansa irlandesa en la seva joventut i es va educar a la Holy Family Primary School i al St Malachy's College. Després de deixar St Malachy's, va assistir a la Facultat d'Estudis Empresarials abans de matricular-se com a estudiant de Dret a la Queen's University de Belfast, però aviat es va convèncer per dedicar-se a la interpretació i va abandonar els seus estudis per matricular-se a la Royal Academy of Dramatic Art (RADA), estudis que va finalitzar el 1975.
La seva primera interpretació al teatre va ser a La Ventafocs, al Glasgow Citizens Theatre. Després també va treballar amb la Royal Shakespeare Company, però no va ser fins al 1981 que va començar la carrera cinematogràfica amb la pel·lícula Excàlibur, on coneixeria l'actor Liam Neeson i es farien amics.

## Filmografia principal
| Any       | Títol                                                                                            | Personatge                 | Notes                                          |  |
| --------- | ------------------------------------------------------------------------------------------------ | -------------------------- | ---------------------------------------------- |  |
| 1981      | Excàlibur (Excalibur)                                                                            | rei Lot                    |                                                |  |
| 1989      | El cuiner, el lladre, la seva dona i el seu amant (The Cook, the Thief, His Wife & Her Lover)    | Cory                       |                                                |  |
| 1989      | The Mahabharata                                                                                  | Ashwathama                 | 3 episodis                                     |  |
| 1990      | Who Bombed Birmingham?                                                                           | Richard McIlkenny          | telefilm                                       |  |
| 1990      | The Play on One                                                                                  | Martin Pitt                | episodi "Yellowbacks"                          |  |
| 1991      | December Bride                                                                                   | Frank Echlin               |                                                |  |
| 1992      | Perfect Scoundrels                                                                               | Jack Vosper                | episodi "The Good-Bye Look"                    |  |
| 1992      | Between the Lines                                                                                | Det. Insp. Micky Flynn     | episodi "Private Enterprise"                   |  |
| 1992      | Hostages                                                                                         | Brian Keenan               | telefilm                                       |  |
| 1993      | The Man Who Cried                                                                                | Abel Mason                 | telefilm                                       |  |
| 1993      | Prime Suspect 3                                                                                  | Edward Parker-Jones        | 2 episodis                                     |  |
| 1993      | Soldier Soldier                                                                                  | Clive Hickey               | episodi "Trouble and Strife"                   |  |
| 1994      | The Memoirs of Sherlock Holmes                                                                   | Jim Browner                | episodi "The Cardboard Box"                    |  |
| 1994      | A Dark-Adapted Eye                                                                               | Paolo                      | episodi #1.2                                   |  |
| 1994      | Seaforth                                                                                         | John Stacey                | 6 episodis                                     |  |
| 1995      | Cercle d'amics (Circle of Friends)                                                               | Professor Flynn            |                                                |  |
| 1995      | Persuasió (Persuasion)                                                                           | Capità Frederick Wentworth |                                                |  |
| 1995      | The Affair                                                                                       | Edward Leyland             | telefilm                                       |  |
| 1995      | Rules of Engagement                                                                              | Cambell Ferguson           | telefilm                                       |  |
| 1996      | Some Mother's Son                                                                                | Danny Boyle                |                                                |  |
| 1996      | Mary Reilly                                                                                      | Sir Danvers Carew          |                                                |  |
| 1996      | Testament: The Bible in Animation                                                                | Llucifer/Satanàs           | episodi "Creation and the Flood"; veu          |  |
| 1996      | Tales from The Crypt                                                                             | Jack Lynch                 | episodi "Confession"                           |  |
| 1996      | Cold Lazarus                                                                                     | Fyodor                     | 4 episodis                                     |  |
| 1997      | Jane Eyre                                                                                        | Edward Rochester           | telefilm                                       |  |
| 1997      | Ivanhoe                                                                                          | Brian de Bois-Guilbert     | 6 episodis                                     |  |
| 1997      | 1997                                                                                             | Oscar and Lucinda          | Reverend Dennis Hasset                         |  |
| 1997      | The Life of Stuff                                                                                | David Arbogast             |                                                |  |
| 1998      | Titanic Town                                                                                     | Aidan McPhelimy            |                                                |  |
| 1998      | Getting Hurt                                                                                     | Charlie Cross              | telefilm                                       |  |
| 1999      | L'amante perduto                                                                                 | Adam                       |                                                |  |
| 1999      | Il tempo dell'amore                                                                              | Peter                      |                                                |  |
| 1999      | The Lost Son                                                                                     | Carlos                     |                                                |  |
| 2000      | Jason and the Argonauts                                                                          | rei Èson                   | 2 episodis                                     |  |
| 2000      | The Sleeper                                                                                      | Fergus Moon                | minisèrie                                      |  |
| 2000      | Thursday the 12th                                                                                | Marius Bannister           | telefilm                                       |  |
| 2000      | El pes de l'aigua (The Weight of Water)                                                          | Louis Wagner               |                                                |  |
| 2002      | Road to Perdition                                                                                | Finn McGovern              |                                                |  |
| 2002      | The Sum of All Fears                                                                             | President Nemerov          |                                                |  |
| 2003      | La sentència (The Statement)                                                                     | Pochon                     |                                                |  |
| 2003      | Calendar Girls                                                                                   | Rod                        |                                                |  |
| 2003      | Lara Croft Tomb Raider: The Cradle of Life                                                       | Jonathan Reiss             |                                                |  |
| 2003      | Veronica Guerin                                                                                  | John Traynor               |                                                |  |
| 2003      | Broken Morning                                                                                   | Albert Camus               | telefilm                                       |  |
| 2004      | The Phantom of the Opera                                                                         | Firmin                     |                                                |  |
| 2004      | The Mayor of Casterbridge                                                                        | Michael Henchard           | telefilm                                       |  |
| 2004      | Mickybo and Me                                                                                   | pare de Jonjo              |                                                |  |
| 2005      | Munich                                                                                           | Carl                       |                                                |  |
| 2005–2007 | Rome                                                                                             | Gaius Julius Caesar        | 13 episodis                                    |  |
| 2006      | La història del Nadal (The Nativity Story)                                                       | Herodes                    |                                                |  |
| 2006      | The Tiger's Tail                                                                                 | pare Andy                  |                                                |  |
| 2006      | Amazing Grace                                                                                    | Lord Tarleton              |                                                |  |
| 2006      | Miami Vice                                                                                       | agent Fujima de l'FBI      |                                                |  |
| 2007      | Pous d'ambició (There Will Be Blood)                                                             | Fletcher                   |                                                |  |
| 2007      | Margot at the Wedding                                                                            | Dick Koosman               |                                                |  |
| 2007      | Mister Foe                                                                                       | Julius                     |                                                |  |
| 2008      | El valent Despereaux (The Tale of Despereaux)                                                    | Botticelli Remorso         | veu en anglès                                  |  |
| 2008      | Ca$h                                                                                             | Barnes                     |                                                |  |
| 2008      | Stop-Loss                                                                                        | Roy King                   |                                                |  |
| 2008      | Miss Pettigrew Lives for a Day                                                                   | Joe Bloomfield             |                                                |  |
| 2008      | Amagats a Bruges (In Bruges)                                                                     | capellà                    | no surt als crèdits                            |  |
| 2009      | Life During Wartime                                                                              | Bill                       |                                                |  |
| 2009      | The Eclipse                                                                                      | Michael Farr               |                                                |  |
| 2009      | Race to Witch Mountain                                                                           | Henry Burke                |                                                |  |
| 2009–2012 | Above Suspicion                                                                                  | DCI James Langton          | diversos episodis                              |  |
| 2010      | The Debt                                                                                         | David                      |                                                |  |
| 2010      | Harry Potter i les relíquies de la Mort (Part 1) (Harry Potter and the Deathly Hallows - Part 1) | Aberforth Dumbledore       |                                                |  |
| 2011      | Harry Potter i les relíquies de la Mort (Part 2) (Harry Potter and the Deathly Hallows - Part 2) | Aberforth Dumbledore       |                                                |  |
| 2011      | El ritu (The Rite)                                                                               | pare Xavier                |                                                |  |
| 2011      | Salvation Boulevard                                                                              | Jim Hunt                   |                                                |  |
| 2011      | El talp (Tinker Tailor Soldier Spy)                                                              | Roy Bland                  |                                                |  |
| 2012      | La dona de negre (The Woman in Black)                                                            | Daily                      |                                                |  |
| 2012      | Ghost rider: Esperit de venjança (Ghost Rider: Spirit of Vengeance)                              | Roarke / Mephistopheles    |                                                |  |
| 2012      | John Carter                                                                                      | Tardos Mors                |                                                |  |
| 2012      | Political Animals                                                                                | Bud Hammond                | 6 episodis                                     |  |
| 2013      | Closed Circuit                                                                                   | Devlin                     |                                                |  |
| 2013      | The Sea                                                                                          | Max Morden                 |                                                |  |
| 2013      | The Disappearance of Eleanor Rigby                                                               | Spencer Ludlow             |                                                |  |
| 2013      | Frozen: El regne del gel (Frozen)                                                                | Grand Pabbie               | veu en anglès                                  |  |
| 2013      | McCanick                                                                                         | Quinn                      |                                                |  |
| 2013–2015 | Game of Thrones                                                                                  | Mance Rayder               | 5 episodis                                     |  |
| 2015      | Last Days in the Desert                                                                          | pare                       |                                                |  |
| 2015      | Hitman: Agent 47                                                                                 | Dr. Litvenko               |                                                |  |
| 2015      | The Driftless Area                                                                               | Ned                        |                                                |  |
| 2016      | Bleed for This                                                                                   | Angelo Pazienza            |                                                |  |
| 2016      | Silence                                                                                          | pare Valignano             |                                                |  |
| 2016      | Shetland                                                                                         | Michael Maguire            | 6 episodis                                     |  |
| 2017      | Axis                                                                                             | Jim                        | veu en anglès                                  |  |
| 2017      | La Lliga de la Justícia (Justice League)                                                         | Steppenwolf                |                                                |  |
| 2017      | La dona que va davant (Woman Walks Ahead)                                                        | James McLaughlin           |                                                |  |
| 2018      | Red Sparrow                                                                                      | Coronel Zakharov           |                                                |  |
| 2018      | Elizabeth Harvest                                                                                | Henry                      |                                                |  |
| 2018      | First Man                                                                                        | Robert R. Gilruth          |                                                |  |
| 2018      | The Terror                                                                                       | Sir John Franklin          | minisèrie; 3 episodis                          |  |
| 2019      | Frozen II                                                                                        | Grand Pabbie               | veu en anglès                                  |  |
| 2020      | The Man in the Hat                                                                               | The Thin Man               |                                                |  |
| 2021      | Zack Snyder's Justice League                                                                     | Steppenwolf                | versió del director de La Lliga de la Justícia |  |
| 2021      | Belfast                                                                                          | "Pop"                      |                                                |  |
| 2021      | Kin                                                                                              | Eamonn Cunningham          | 8 episodis                                     |  |
| 2022      | The Wonder                                                                                       | pare Thaddeus              |                                                |  |
| 2022      | The Dry                                                                                          | Tom Sheridan               | 8 episodis                                     |  |
| 2022      | The English                                                                                      | Richard M Watts            | sèrie de televisió                             |  |
| 2022      | Treason                                                                                          | Sir Martin Angelis         | 4 episodis                                     |  |

## Vida personal
Hinds viu a París amb la seva dona, l'actriu francovietnamita Hélène Patarot. Es van conèixer el 1987 mentre formaven part del repartiment de la producció de Peter Brook The Mahabharata i tenen una filla, Aoife Hinds, nascuda el 1991 a Londres, que també és actriu i ha aparegut a Derry Girls, Normal People i Hellraiser.